# Ensemble Eigenes Heim
Das Ensemble Eigenes Heim ist ein Gebäudeensemble in Fürth und steht entsprechend Artikel 1, Absatz 3 des Bayerischen Denkmalschutzgesetzes unter Denkmalschutz. Das Ensemble ist Bestandteil der Liste der Baudenkmäler in Fürth, in der die Baudenkmäler der mittelfränkischen kreisfreien Stadt Fürth aufgelistet sind. Diese Liste ist eine Teilliste der Liste der Baudenkmäler in Bayern. Grundlage dieser Liste ist die Bayerische Denkmalliste, die auf Basis des bayerischen Denkmalschutzgesetzes vom 1. Oktober 1973 erstmals erstellt wurde und seither durch das Bayerische Landesamt für Denkmalpflege geführt und aktualisiert wird. Die folgenden Angaben ersetzen nicht die rechtsverbindliche Auskunft der Denkmalschutzbehörde.

## Kurze Beschreibung
Das Ensemble Eigene Heim in Fürth gehört zu den frühen von der Gartenstadtbewegung beeinflussten Unternehmungen. Der ältere Teil wurde von den Fürther Architekten Peringer & Rogler im Bereich Vacher Straße, Heimgartenstraße und Feldstraße in den Jahren 1910/1911 errichtet. Die Doppelhäuser mit Fachwerkmotiven entsprechen den Haustypen, die auch in anderen Gartenstädten vor dem Ersten Weltkrieg charakteristisch waren.
Oberhalb (westlich) dieses Siedlungsteiles wurde nach dem Ersten Weltkrieg die Siedlung fortgeschrieben. Hier planten und bauten die Architekten der Nürnberger Gartenstadt Lehr & Leubert. 1919 bis 1922 wurden an der Weingarten- und Damaschkestraße aus wirtschaftlichen Gründen strenger gestaltete Reihenhausgruppen errichtet, die mit Torbogenmotiv und platzartigen Aufweitungen dennoch versuchten, eine städtebaulich abwechslungsreiche Anlage zu schaffen.

## Amtliche Beschreibung
Das Bayerische Landesamt für Denkmalpflege beschreibt es in seiner PDF-Liste so:
E-5-63-000-3 Ensemble Eigenes Heim
Das Ensemble Eigenes Heim besteht aus zwei historischen Teilen, der eine älteste an der Vacher und Heimgartenstraße und der jüngere folgende mit der Damaschke- und Weinbergstraße.
Begonnen hat diese Siedlungstätigkeit mit der Gründung einer Baugenossenschaft Eigenes Heim am 22. Oktober 1909, die sich zur Aufgabe den Bau, die Erwerbung und Betreuung von Kleinwohnungen stellte. Das Eigene Heim in Fürth gehört somit zu den frühen von der Gartenstadtbewegung beeinflussten Unternehmungen, da sie bereits ein Jahr nach der Gründung der Nürnberger Gartenstadt und gleichzeitig mit deren ersten Planungen entstand. Der ältere Teil wurde von den Fürther Architekten Peringer & Rogler im Bereich Vacher Straße, Heimgartenstraße und Feldstraße in den Jahren 1910/1911 errichtet. Diese zumeist malerisch abwechslungsreich gestalteten Doppelhäuser mit Fachwerkmotiven entsprechen den Haustypen, die auch in den Gartenstädten zu Anfang der Gartenstadtbewegung vor dem Ersten Weltkrieg charakteristisch waren. Auf die als gesundes Wohnen den Mietskasernen entgegengestellte Beziehung von kleiner eigener Hauseinheit (=Heim) und Garten, verweist auch der charakteristische Straßenname der 1909 benannten Heimgartenstraße.
Oberhalb dieses Siedlungsteiles auf der Schwand wurde nach dem Ersten Weltkrieg die Siedlung fortgeschrieben. Hier planten und bauten die Architekten der Nürnberger Gartenstadt Lehr & Leubert. Jetzt wurden (1919–1922) aus wirtschaftlichen Gründen strenger gestaltete Reihenhausgruppen an der Weingarten- und Damaschkestraße errichtet. Die Bebauung an der Ostseite der Damaschkestraße war schon 1914 fertiggestellt worden. Trotz der sachlicheren Gestaltung gelang es den Architekten mit Torbogenmotiv und platzartigen Aufweitungen wieder eine städtebaulich abwechslungsreiche Anlage zu schaffen. Die 1925 erfolgte Umbenennung der ehem. Schwandstraße in Damaschkestraße, in Erinnerung an den Bodenreformer Adolf Damaschke (1865–1935), bringt auch die reformerischen Intentionen dieser Siedlung zum Ausdruck. Wie bei diesen Siedlungen vor der Stadt üblich, war auch hier ein Konsumgebäude und eine Gaststätte nicht vergessen.

## Keine Einzeldenkmäler
Das Ensemble Eigenes Heim umfasst folgende – ausnahmslos nicht als Einzeldenkmäler ausgewiesene – Anwesen:
Vacher Straße 87, 89, 91, 93, 95, 97, 99, 101, 103, 105, 107, 109, 109a
Feldstraße 1, 3, 5, 7, 9
Heimgartenstraße 1 bis 33, 35, 37, 39, 41, 43, 45
Damaschkestraße 26, 28, 30, 32, 34, 36, 38, 40, 42, 44, 46 bis 77, 79, 81
Weinbergstraße 1 bis 50